# Aktionsprogramm Natürlicher Klimaschutz
Das  Aktionsprogramm Natürlicher Klimaschutz (ANK) wurde durch den Kabinettsbeschluss der deutschen Bundesregierung am 29. März 2023 inkraft gesetzt. Es ist das zentrale Instrument der Bundesregierung, um die Emissionsbilanzziele des Sektors Landnutzung, Landnutzungsänderung und Forstwirtschaft (Land Use, Land Use Change and Forestry;  LULUCF) zu erreichen und gleichzeitig den allgemeinen Zustand der Ökosysteme in Deutschland zu verbessern.
Das Programm verbindet Klimaschutz mit Naturschutz und soll mit Maßnahmen dafür sorgen, dass degradierte Ökosysteme wieder gesund, widerstandsfähig und vielfältig werden. Die Land- und Forstwirtschaft soll nachhaltiger werden und Raum für eine vielfältigere Tier- und Pflanzenwelt auf den bewirtschafteten Flächen lassen. Nachhaltigkeit bedeutet dabei auch, die Menschen vor Ort als Partner und Mitgestalter einzubeziehen, denn diejenigen, die Flächen bewirtschaften, wie auch die Verantwortlichen in Kommunen und Städten, wissen, wo die dringendsten Bedarfe bestehen. Die Maßnahmen des ANK setzen deshalb insbesondere auf Freiwilligkeit, Förderung und Anreize.
Im Jahr 2021 wurden mit der Novelle des Bundes-Klimaschutzgesetzes erstmals konkrete Ziele für den Klimaschutzbeitrag der Landökosysteme festgelegt, der über die Emissionsbilanz des LULUCF-Sektors erfasst wird. Im Mittel der Jahre 2027 – 2030 soll die Emissionsbilanz in diesem Sektor minus 25 Mio. Tonnen CO2-Äquivalente pro Jahr betragen. Es sollen also jedes Jahr 25 Mio. Tonnen CO2-Äquivalente mehr aus der Atmosphäre entnommen und dauerhaft in Form von Biomasse gespeichert werden, als Treibhausgase in diesem Sektor ausgestoßen werden. Für die Jahre 2037–2040 ist als Ziel eine Emissionsbilanz von minus 35 Mio. Tonnen CO2-Äquivalenten vorgesehen, für die Jahre 2042–2045 beträgt das Ziel minus 40 Mio. Tonnen CO2-Äquivalente.
Das Programm enthält 69 Maßnahmen in insgesamt zehn Handlungsfeldern. Die Finanzierung dieser Maßnahmen stammt aus dem nationalen Klima- und Transformationsfonds (KTF) der Bundesregierung. Für die Umsetzung stehen 3,5 Milliarden Euro für den Zeitraum von 2024 bis 2028 zur Verfügung.

## Schlüsselaspekte
- Klimaschutz: Intakte Ökosysteme helfen  im Kampf gegen die globale Erwärmung und bei der Einhaltung der Klimaziele. Denn sie binden Kohlendioxid (CO2) aus der Atmosphäre und speichern den darin enthaltenen Kohlenstoff langfristig (natürliche Senken). Umgekehrt gilt: Werden Ökosysteme in ihrer Funktionsfähigkeit beeinträchtigt, setzen sie den in ihnen gebundenen Kohlenstoff frei.
- Biodiversität: Intakte Ökosysteme bieten Lebensraum für eine Vielfalt an biologischen Lebensformen. Umgekehrt erfüllen Arten durch ihre Interaktion in Ökosystemen vielfältige Funktionen und erhalten damit die Stabilität der Ökosysteme.
- Klimavorsorge: Intakte Wälder, Moore und Auen halten das Wasser in der Landschaft. Sie können Wasser aufnehmen, für Dürrezeiten speichern und bei Hochwasser als Pufferflächen zur Verfügung stehen. So kann die Stärkung und Wiederherstellung des naturnahen Wasserhaushalts gelingen. Das ANK ist hier eng mit der Nationalen Wasserstrategie[6] verknüpft.

## ANK-Handlungsfelder
(Quellen: KNK, BMUV)

### Schutz intakter Moore und Wiedervernässungen
Mehr als 90 Prozent der Moorböden in Deutschland sind für die land- und forstwirtschaftliche Nutzung trockengelegt worden. Der größte Handlungsbedarf besteht bei der Wiedervernässung land- und forstwirtschaftlich genutzter Moorböden. Hierfür bedarf es unter anderem moorerhaltender, nasser Bewirtschaftungsweisen (Paludikultur), eines Ausstiegs aus dem Torfabbau oder der Renaturierung von Moorflächen innerhalb und außerhalb von Schutzgebieten.

### Naturnaher Wasserhaushalt mit lebendigen Flüssen, Seen und Auen
Im Rahmen des ANKs werden naturnahe Gewässer durch die Renaturierung von Flüssen und Auen gefördert. Somit soll das Wasser wieder stärker in der Landschaft gehalten werden, was Überschwemmungen, Dürren oder Waldbränden vorbeugt. Um Gewässer zu schützen und zu stärken, muss die wasserwirtschaftliche Infrastruktur an die Auswirkungen der Klimakrise angepasst werden. Zudem sollen Kompetenzen im Bereich naturnaher Wasserhaushalt gestärkt werden.

### Meere und Küsten
Meeres- und Küstenökosysteme einschließlich ihrer Habitate wie Seegraswiesen, Salzmarschen und Algenwälder sowie Sedimente am Meeresboden binden auf natürliche Weise Kohlenstoff und fungieren langfristig als CO2-Senken und Speicher. Zusätzlich dienen sie als Lebensraum für viele marine Arten und Pflanzen. Im Rahmen des ANK sollen die Ökosysteme in Nord und Ostsee durch den Schutz und die Renaturierung von Salzwiesen an den Küsten und von Seegraswiesen im Meer gestärkt werden. Die Klimaschutzfunktion von Algenwäldern und die Kohlenstoffbilanz von marinen Sedimenten und Biotopen sollen mithilfe von Forschungsprojekten untersucht werden.

### Wildnis und Schutzgebiete
Naturbelassene Wälder, Feuchtgebiete und Graslandflächen sind effektive Kohlenstoffspeicher und tragen so zum Natürlichen Klimaschutz bei. Im Rahmen des ANK soll die Wildnisfläche in Deutschland ausgeweitet werden.

### Waldökosysteme
Wälder binden große Mengen Kohlenstoff aus der Luft und speichern es über sehr lange Zeiträume. Sie bieten Lebensräume für viele Tier- und Pflanzenarten und haben positiven Einfluss auf das Klima. Wälder umfangreich erstaufforsten und dabei den Schutz der Biodiversität berücksichtigen, naturferne Nadelbaumkulturen in naturnahe, klimaresiliente Laubmischwälder umwandeln sowie alte, naturnahe Buchenwälder schützen – diese und weitere Maßnahmen sollen die Wälder in Deutschland im Rahmen des ANK gegen den Klimawandel stärken.

### Böden als Kohlenstoffspeicher
Im Rahmen des ANK soll mit diversen Maßnahmen der Boden gestärkt werden, wie z. B. durch eine ökologische Bewirtschaftung, den Verzicht auf Pestizide, die Nutzung bodenschonender Landmaschinen, Gehölze in der Agrarlandschaft wie Hecken, Baumreihen oder Agroforstsysteme, sowie die Entsiegelung von Flächen.

### Natürlicher Klimaschutz auf Siedlungs- und Verkehrsflächen
Das ANK unterstützt Kommunen unter anderem dabei, auf naturnahes Grünflächenmanagement umzustellen, Bäume zu pflanzen und Naturoasen zu schaffen. Förderfähig sind auch Maßnahmen außerhalb von Siedlungsgebieten, etwa die Vernetzung größerer Ökosysteme über Straßen und Bahntrassen hinweg. Das Wissen über naturnahes Grünflächenmanagement soll zudem erweitert werden.

### Datenerhebung, Monitoring, Modellierung und Berichterstattung
Um Natürlichen Klimaschutz effektiv zu gestalten, müssen wir den Zustand und die Entwicklung unserer Ökosysteme zielgerichtet erfassen, um Entwicklungen zeitnah zu erkennen und gegebenenfalls gegenzusteuern. Auch die Berichterstattung über die Emissionsbilanz im LULUCF-Sektor ist nur so präzise wie die Daten, die über die in diesem Sektor erfassten Ökosysteme vorliegen. Deswegen wird im Rahmen des ANK u. a. die Aussagefähigkeit von Emissionsdaten und Prognosen für die LULUCF-Berichterstattung verbessert, ein Nationales Bodenmonitoringzentrum eingerichtet, das bundesweite Biodiversitätsmonitoring weiterentwickelt und klimaschutzrelevante Wirkungen von Maßnahmen analysiert.

### Forschung und Kompetenzaufbau
Unsere Ökosysteme stehen vor unterschiedlichen klimatischen und menschengemachten Herausforderungen. Die Klimakrise und nicht-nachhaltige Nutzungsformen bringen die Ökosysteme immer weiter aus dem Gleichgewicht. Über die Wechselwirkungen und sich verändernde Ökosysteme besteht ein oftmals neuer Forschungsbedarf mit dem Ziel konkrete Handlungsoptionen für den Erhalt oder Anpassungsmöglichkeiten zu identifizieren.
Im Handlungsfeld 9 werden u. a. aktuelle Forschungsbedarfe adressiert, die Arbeit des ANK durch einen wissenschaftlichen Beirat begleitet und Bildungsmaterialien zum Natürlichen Klimaschutz entwickelt. Eine weitere Maßnahme ist die Etablierung des  Kompetenzzentrums Natürlicher Klimaschutz als bundesweite Anlaufstelle für Fragen  um das Thema.

### Zusammenarbeit in der EU und international
Innerhalb Europas und auch international gewinnt der Natürliche Klimaschutz immer mehr an Bedeutung. Das Thema soll in relevanten Prozessen weiter vorangetrieben sowie in internationalen Partnerschaften und bilateralen Vorhaben stärker etabliert werden.
Zu  diesen Handlungsfeldern informiert das Kompetenzzentrum Natürlicher Klimaschutz zu passenden Förderprogrammen und bietet interessierten Akteuren Unterstützung und Austausch an.